# Valentyna Lysycja
Valentyna Lysycja (in ucraino Валентина Лисиця?; in russo Валентина Лисица?, Valentina Lisica; e, nella traslitterazione anglosassone, Valentina Lisitsa) (Kiev, 25 marzo 1970) è una pianista ucraina.

## Biografia
Nata a Kiev, in Unione Soviética, iniziò a suonare il pianoforte all'età di tre anni, esibendosi in pubblico per la prima volta appena un anno dopo. Nonostante il precoce talento musicale, il suo sogno era però diventare una scacchista professionista. Frequentò la scuola musicale Lysenko per bambini prodigio, poi il Conservatorio di Kiev, dove conobbe il futuro marito, Aleksej Kuznetsoff, che avrebbe sposato nel 1992: Kutnetsoff, anch'egli pianista, divenne suo partner in duo pianistico.
Nel 1991, i due vinsero il loro primo premio alla The Murray Dranoff Two Piano Competition. Nello stesso anno si trasferirono negli Stati Uniti d'America, nella Carolina del Nord, per affermarsi nella carriera concertistica. Dopo aver inciso un certo numero di assoli, lei iniziò la sua vera carriera di solista. Nel 1995 tiene il suo primo concerto al Lincoln Center di New York. In seguito, ha iniziato a collaborare in duo con la violinista Hilary Hahn. Nel giugno 2012 debutta alla Royal Albert Hall di Londra.
Ha inciso 6 CD per la Audiofon Records (due dei quali in duo col marito), un "Gold CD" per l'edizione CiscoMusic (con il violoncellista William De Rosa), un duetto in diretta con la violinista Ida Haendel per la Vai, i DVD dei 24 Studi di Fryderyk Chopin e il ciclo di lieder dello Schwanengesang di Franz Schubert e Franz Liszt, oltre a un DVD, intitolato Black and Pink. Il debutto su Decca avviene con Live at the Royal Albert Hall, pubblicato nel luglio 2012, accompagnato da un DVD dal medesimo titolo. Per la stessa etichetta, con l'uscita di un doppio CD in data 11 marzo 2013, ha inciso la Rapsodia su un tema di Paganini e l'integrale dei quattro concerti di Sergej Rachmaninov con la London Symphony Orchestra diretta da Michael Francis.
A metà del 2020, i suoi video hanno raggiunto 200 milioni di visualizzazioni. All'inizio del 2022 il suo canale YouTube contava oltre 650.000 follower.
Nel 2021 Lysycja ha firmato un contratto triennale con l'etichetta discografica francese Naïve Records.

## Posizioni politiche e attivismo
Valentyna Lysycja ha manifestato posizioni filo-russe riguardo alla crisi del Donbass e al conflitto russo-ucraino, criticando i giornalisti occidentali per i presunti pregiudizi nel coprire gli eventi.
Ha poi sostenuto con impegno concreto la successiva invasione russa dell'Ucraina del 2022; a esempio, il 2 maggio 2022 ha suonato di fronte all'Ambasciata ucraina a Mosca per commemorare le vittime dell'Incendio della Casa dei sindacati di Odessa del 2014.
Pochi giorni dopo, il 9 maggio 2022, ha tenuto un concerto pubblico a Mariupol per festeggiare la conquista della città da parte dell'esercito russo. A causa di ciò il suo concerto previsto nel Lerici Music Festival 2023 è stato cancellato dal sindaco della cittadina ligure "con la piena adesione del Maestro G. Marcianò" suscitando forti proteste nell'ambiente musicale.

## Discografia parziale
- 2009 – Charles Ives, 4 Sonate per violino e pianoforte - Hahn/Lisitsa, Deutsche Grammophon
- 2011 – Permit Me Voyage, Transcriptions for Trumpet - Craig Morris/Valentina Lisitsa, Naxos Records
- 2012 – Rachmaninov, Conc. pf. n. 1, 4/Raps. su un tema di Paganini op. 43 - Lisitsa/Francis/LSO, Decca
- 2012 – Lisitsa, Live at the Royal Albert Hall - Londra, 19 giugno 2012, , Decca
- 2013 – Beethoven: Sonata No. 23 'Appassionata'; Schumann: Kinderszenen; Thalberg: Grande fantaisie sur des motifs; Liszt: Totentanz - Valentina Lisitsa, Naxos Records
- 2013 – Nyman, Chasing pianos - Lisitsa, Decca
- 2014 – Chopin/Schumann, Studi n. 1-24/Studi sinf. op. 13 - Lisitsa, Decca